# Humza Yousaf
Humza Haroon Yousaf (Glasgow, 7 aprile 1985) è un politico scozzese, primo ministro della Scozia e leader del Partito Nazionale Scozzese (SNP) dal 2023 al 2024.
In precedenza aveva ricoperto la carica di segretario per la giustizia durante la premiership di Nicola Sturgeon dal 2018 al 2021, e in seguito come segretario per la salute dal 2021 al 2023. È membro del Parlamento scozzese per il collegio di Glasgow Pollok dal 2016, ed in precedenza aveva rappresentato la regione di Glasgow dal 2011 al 2016.

## Biografia
Humza Haroon Yousaf nacque a Glasgow il 7 aprile 1985 come figlio di immigrati di prima generazione: il padre Mian Muzaffar Yousaf nacque a Mian Channu, nel Punjab, in Pakistan, ed emigrò dalla città con la sua famiglia negli anni '60, finendo a lavorare come contabile.
Il nonno paterno lavorò in una fabbrica di macchine per cucire Singer a Clydebank negli anni '60. La madre di Yousaf, Shaaista Bhutta, nacque a Nairobi in Kenya da una famiglia di discendenza arain di punjabi. La sua famiglia fu colpita da attacchi violenti motivati dal razzismo in diverse occasioni, per aver intrapreso lavori che "appartenevano" agli africani, e in seguito emigrò in Scozia.
Yousaf studiò politica all'Università di Glasgow prima di lavorare come assistente parlamentare per Bashir Ahmad, il primo musulmano eletto al Parlamento scozzese nel 2007. Dopo la morte di Ahmad due anni dopo, Yousaf continuò come assistente parlamentare per Alex Salmond e Nicola Sturgeon. Prima della sua elezione al Parlamento nel 2011, lavorò nel quartier generale del SNP come responsabile della comunicazione. Nominato ministro junior nel 2012 nel governo Salmond II, Yousaf fu ministro per gli affari esterni e lo sviluppo internazionale fino al 2014.
Quando Sturgeon divenne primo ministro nel 2014, venne nominato ministro per l'Europa, prima di divenire ministro per i trasporti nel 2016. A seguito di un rimpasto del governo Sturgeon II nel 2018, Yousaf fu promosso a segretario alla giustizia, e come tale introdusse la controversa legge su crimini per odio. Nel 2021 venne nominato segretario per la salute durante l'ultima fase della pandemia da Covid-19 e fu responsabile per la ripresa del sistema sanitario scozzese, oltre alla somministrazione di massa del programma vaccinale che era iniziato sotto il suo predecessore. A seguito dell'annuncio di Sturgeon di dimettersi da leader del SNP e da primo ministro della Scozia, Yousaf vinse l'elezione interna, sconfiggendo Kate Forbes con il suo 52% contro il 48% al secondo turno.
Yousaf fu nominato ufficialmente primo ministro il 29 marzo 2023 inaugurando il suo governo, divenendo il più giovane, il primo asiatico scozzese ed il primo musulmano a ricoprire la carica.
Il 29 aprile 2024 ha annunciato le sue prossime dimissioni, rimanendo in carica fino al 7 maggio, quando è entrato in carica John Swinney.